# Arvid Friedrich Taube von Odenkat
Arvid Friedrich Graf Taube von Odenkat (schwedisch: Arvid Fredrik Taube af Odenkat; * 19. Januar 1853 in Låssa socken, Uppsala län, Schweden; † 14. Oktober 1916 in Alingsås, Schweden) war ein schwedischer Graf, Heeresoffizier, Diplomat und schwedischer Außenminister. Er stammte aus dem deutsch-schwedisch-baltischen Adelsgeschlecht der „von Taube“.

## Werdegang
1877 legte Arvid Friedrich Taube in Uppsala sein Kanzleiexamen, welches zum Eintritt in den Staatsdienst notwendig war, ab. 1878 wurde er in der „Berittenen Leibgarde“ zum Leutnant befördert und trat gleichzeitig seinen Dienst im Außenministerium an, in dem er 1879 zum Attaché für den auswärtigem Dienst ernannt wurde. Nach einer intensiven Ausbildungszeit im Außenministerium wurde er Leiter der politischen Abteilung und besuchte als schwedischer Gesandter Paris, Rom, Sankt Petersburg und London. Kurzzeitig war er dem amtierenden Staatssekretär und späteren Außenminister August Gyldenstolpe als Stellvertreter zugeteilt. Im Jahre 1900 wurde er zum Major befördert und bekleidete das Amt des Staatssekretärs im Auswärtigen Amt. In dieser Position war er zwischen 1900 und 1909  in diplomatischen Missionen in Berlin, im Königreich Bayern, im Königreich Sachsen und im Großherzogtum Baden.

## Außenminister
Als schwedischer Außenminister, zu dem er 1909 ernannt wurde, war er pro-deutsch eingestellt, er vertrat eine enge Zusammenarbeit zwischen dem Königreich Schweden und dem Deutschen Reich – um einem drohenden Angriffs des russischen  Zarenreiches widerstehen zu können.  Mit dieser Einstellung initiierte er, auch mit Zustimmung des schwedischen Ministerpräsidenten Arvid Lindman, Generalstabstreffen zwischen dem schwedischen Generalstabschef Knut Bildt und seinem deutschen Amtskollegen Helmuth von Moltke. Diese bilateralen Gespräche führten deshalb nicht zum Erfolg, da sich die schwedische Regierung weigerte, bei einem möglichen Kriegsausbruch, an der Seite des Kaiserreichs zu stehen. Im Jahre 1911 wurde die Regierung Landmans durch Neuwahlen abgelöst und Taube übernahm das Amt des Botschafters in Berlin, er war weiterhin ein Befürworter der Allianz mit dem deutschen Kaiserreich. Seine politischen und diplomatischen Tätigkeiten endeten im Jahre 1912.

## Auszeichnungen
Arvid Taube wurde unter anderem mit dem schwedischen  Königlichen Seraphinenorden, dem preußischen Roten Adlerorden, dem dänischen Dannebrogorden und der französischen Ehrenlegion ausgezeichnet.

Königlicher Seraphinenorden
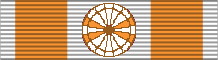
Roter Adlerorden
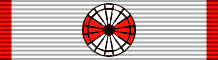
Dannebrogorden
Französische Ehrenlegion

## Familie
Arvid Friedrich Taube war ein Nachkomme des schwedischen Grafen Gustaf Johann Taube von Odenkat (1796–1872) und dessen Sohn Hennig Adolf Taube von Odenkat (1826–1880). Er heiratete 1884 Helene Julie (Ella) Taube von Carlö (1860–1930) aus dem estländischen Stammhaus Maidel und Carlö.